# Lista över svenskar som blivit mästare i National League
Detta är en lista över svenskar som blivit mästare i schweiziska ishockeyligan National League.

## Lista per säsong
- 1985/1986 Kent Johansson och Mats Waltin, HC Lugano
- 1986/1987 Kent Johansson och Mats Waltin, HC Lugano
- 1987/1988 Kent Johansson, HC Lugano
- 1992/1993 Anders Eldebrink och Mikael Johansson, EHC Kloten
- 1993/1994  Anders Eldebrink och Mikael Johansson, EHC Kloten
- 1994/1995  Anders Eldebrink och Mikael Johansson, EHC Kloten
- 1995/1996  Charles Berglund och Mikael Johansson, EHC Kloten
- 1998/1999 Peter Andersson, HC Lugano
- 2000/2001  Morgan Samuelsson, ZSC Lions
- 2003/2004  Patrik Juhlin, SC Bern
- 2013/2014  Robert Nilsson, ZSC Lions
- 2014/2015  Dick Axelsson och Marcus Paulsson, HC Davos
- 2016/2017  Calle Andersson, SC Bern
- 2017/2018 Fredrik Pettersson och Mattias Sjögren, ZSC Lions
- 2018/2019  Adam Almqvist och Calle Andersson, SC Bern
- 2020/2021 Carl Klingberg och Erik Thorell, EV Zug
- 2021/2022 Christian Djoos, Niklas Hansson, Carl Klingberg och Anton Lander, EV Zug
- 2022/2023 Linus Omark och Henrik Tömmernes, Genève-Servette HC[1]
- 2023/2024 Jesper Frödén, ZSC Lions
- 2024/2025 Jesper Frödén, ZSC Lions

### 4 gånger
- Mikael Johansson

### 3 gånger
- Anders Eldebrink
- Kent Johansson

### 2 gånger
- Calle Andersson
- Jesper Frödén
- Carl Klingberg
- Mats Waltin

### 1 gång
- Adam Almqvist
- Peter Andersson
- Dick Axelsson
- Charles Berglund
- Christian Djoos
- Niklas Hansson
- Patrik Juhlin
- Anton Lander
- Robert Nilsson
- Linus Omark
- Marcus Paulsson
- Fredrik Pettersson
- Morgan Samuelsson
- Mattias Sjögren
- Erik Thorell
- Henrik Tömmernes